# Powiat Lengyeltóti
Powiat Lengyeltóti (węg. Lengyeltóti kistérség) – jeden z jedenastu powiatów komitatu Somogy na Węgrzech. Jego powierzchnia wynosi 272,62 km². W 2007 liczył 11 483 mieszkańców (gęstość zaludnienia 42 os./1 km²). Siedzibą władz jest miasto Lengyeltóti.

## Miejscowości powiatu Lengyeltóti
- Buzsák
- Gyugy
- Hács
- Kisberény
- Lengyeltóti
- Öreglak
- Pamuk
- Somogyvámos
- Somogyvár
- Szőlősgyörök